# Al-Kasim ibn Ali al-Hariri
Al-Kasim ibn Ali al-Hariri, född 1054, död 1122, var en arabisk grammatiker och författare.
Al-Kasim ibn Ali al-Hariri är mest känd för sitt arbete Makāmāt, en samling av 50 berättelser, skildrande Abu Zaid från Sarudjs äventyr, visserligen en efterbildning av Al-Hamadhanis arbete men överlägset detta i såväl språk som stil. Det översattes och efterbildades tidigt av judar och kristna på hebreiska och syriska och har bland annat översatts till tyska av Friedrich Rückert i Die Verwandlungen des Abu Zaid von Serug (1826).